# Aristide Bonfà
Aristide Bonfà (Milano, 18 ottobre 1907 – Milano, 5 dicembre 1976) è stato un mezzofondista italiano, campione italiano della staffetta 4×800 m nel 1931 e della staffetta 4×1500 m nel 1932.

## Biografia

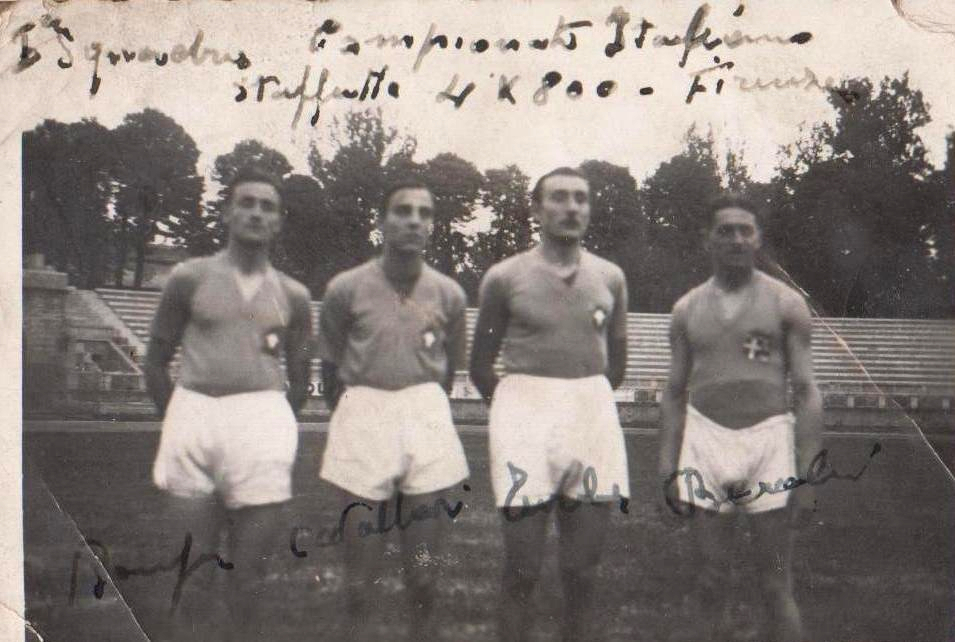
Campionati Italiani Assoluti 1931 - Aristide Bonfà, Fabio Cavallari, Giovanni Turba e Luigi Beccali - Medaglia d'Oro nella staffetta 4x800m

Milanese, appassionato di diversi sport, si dedicò non più giovanissimo all'atletica leggera, approdando alla Pro Patria, mettendosi in luce nel mezzofondo (800 m e 1500 m).
Ai campionati italiani assoluti del 1931 fu campione, con la Pro Patria, nella staffetta 4×800 m.
Il quartetto, composto da Luigi Beccali, Aristide Bonfà, Fabio Cavallari e Giovanni Turba, conquistò il titolo italiano con il tempo di 8'04"1/5.
Conquistò il titolo italiano anche nell'edizione 1932 dei campionati italiani assoluti, in questa occasione nella staffetta 4×1500 m.
Il quartetto, composto da Luigi Beccali, Aristide Bonfà, Giuseppe Capoferri ed Augusto Zonca, conquistò il titolo con il tempo di 16'55"4/5.

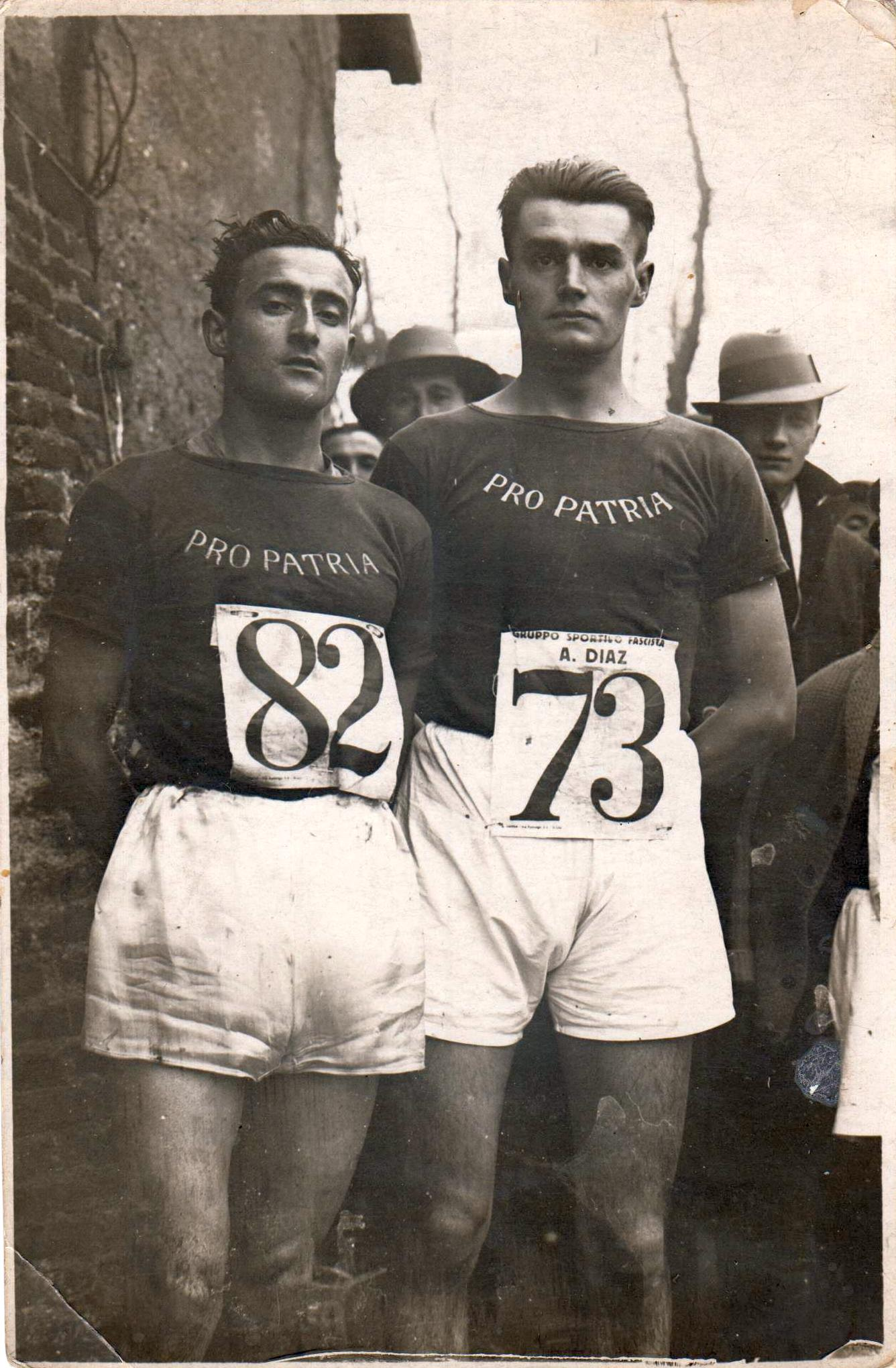
Aristide Bonfà e Giuseppe Capoferri - Nel 1932 con Luigi Beccali ed Augusto Zonca vinsero la Medaglia d'Oro nella staffetta 4x1500m ai Campionati Italiani Assoluti

Ha fatto parte della nazionale italiana in occasione del triangolare Austria-Jugoslavia-Italia, tenutosi il 1º settembre 1935 ad Udine, in cui disputò i 1500 m classificandosi al 4º posto.

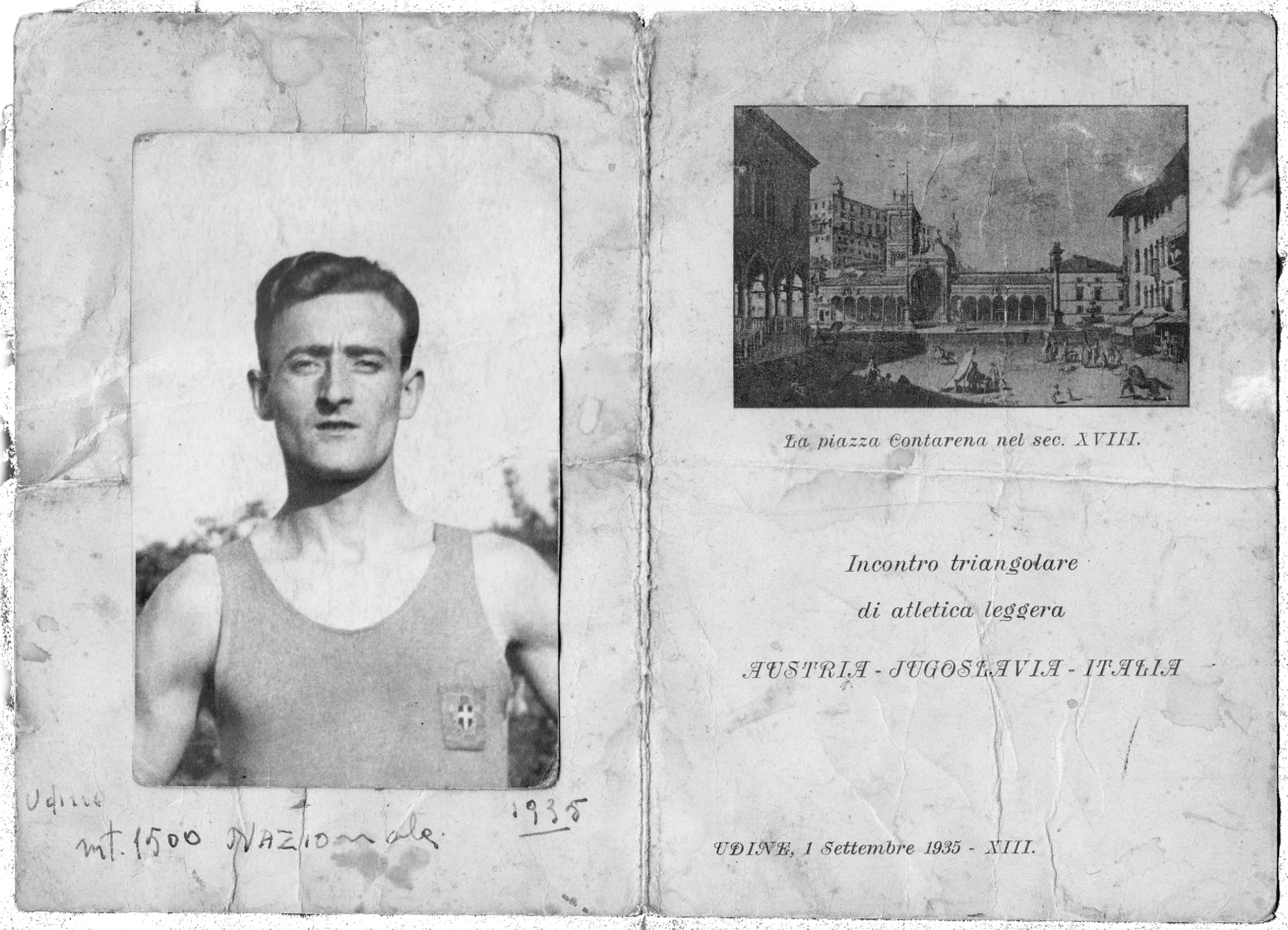
Udine, 1 settembre 1935 - Aristide Bonfà convocato al triangolare Austria-Jugoslavia-Italia

Una curiosità: il 27 luglio 1935, nel corso deila finale dei 1500 m ai campionati italiani assoluti di Firenze, Aristide Bonfà, Alfredo Lazzerini e Renzo Zipoli corsero in tempi stimati sotto 4'06". Per i tre atleti quel tempo avrebbe rappresentato la migliore performance stagionale, ma non furono cronometrati ufficialmente.

## Campionati nazionali
- 1 volta campione nazionale della staffetta 4×800 m (1931)
- 1 volta campione nazionale della staffetta 4×1500 m (1932)

1931
- Oro ai campionati italiani assoluti, staffetta 4×800 m - 8'04"1/5 (con Luigi Beccali, Fabio Cavallaro, Giovanni Turba)

1932
- Oro ai campionati italiani assoluti, staffetta 4×1500 m - 16'55"4/5 (con Luigi Beccali, Giuseppe Capoferri, Augusto Zonca)
- Argento ai campionati italiani assoluti, staffetta svedese - 2'05"2/5